# Ролстон, Кен
Кен Ролстон — американский геймдизайнер компьютерных и настольных ролевых игр.

## Настольные ролевые игры
С 1982 года Кен Ролстон занялся написанием сценариев для настольных ролевых игр. В 1984 году West End Games издала его первый проект Paranoia.
После успеха Paranoia работал над множеством других настольных ролевых игр различных серий. Позже занимал пост директора направления ролевых игр в West End Games, Games Workshop и Avalon Hill Company.
| Игра (серия)                                          | Год выхода | Издатель                 | Участие                                                  |
| ----------------------------------------------------- | ---------- | ------------------------ | -------------------------------------------------------- |
| Paranoia                                              | 1984       | West End Games           | разработка, дизайн, редактирование                       |
| The Lost Island of Castanamir (AD&d)                  | 1984       | TSR, Inc                 | автор                                                    |
| Conan Against Darkness!                               | 1984       | TSR, Inc                 | автор                                                    |
| Stealer of Soules (Stormbringer)                      | 1985       | Chaosium                 | автор                                                    |
| Send in the Clones (Paranoia)                         | 1985       | West End Games           | разработка                                               |
| Paranoia Gamemaster Screen                            | 1985       | West End Games           | автор                                                    |
| Black Sword (Stormbringer)                            | 1985       | Chaosium                 | автор                                                    |
| Orcbusters (Paranoia)                                 | 1986       | West End Games           | дизайн                                                   |
| HIL Sector Blues (Paranoia)                           | 1986       | West End Games           | дизайн                                                   |
| Ghostbusters: A Frightfully Cheerful Roleplaying Game | 1986       | West End Games           | разработка                                               |
| Acute Paranoia                                        | 1986       | West End Games           | дизайн                                                   |
| Star Wars: The Roleplaying Game (Star Wars, d6)       | 1987       | West End Games           | идея, сценарий, одиночная часть                          |
| The Kingdom of Ierendi (D&D classic)                  | 1987       | TSR, Inc                 | разработка                                               |
| The Best of Intentions (D&D classic)                  | 1987       | TSR, Inc                 | дизайн                                                   |
| The Northern Reaches (D&D classic)                    | 1988       | TSR, Inc                 | дизайн                                                   |
| The Computer Always Shoots Twice (Paranoia)           | 1988       | West End Games           | дизайн                                                   |
| Sun Country (RuneQuest)                               | 1992       | Avalon Hill              | разработка, редактирование, сопутствующий материал       |
| River of Cradles (RuneQuest)                          | 1992       | Avalon Hill              | разработка, редактирование, дизайн                       |
| The Primal Order                                      | 1992       | Wizards of the Coast     | предисловие                                              |
| Charlemagne’s Paladin Campaign Sourcebook (AD&D)      | 1992       | TSR, Inc                 | дизайн                                                   |
| Shadows on the Borderland (RuneQuest)                 | 1993       | Avalon Hill              | автор, разработка, редактирование                        |
| Dorastor, Land of Doom (RuneQuest)                    | 1993       | Avalon Hill              | автор, разработка, редактирование                        |
| Wraith: the Oblivion                                  | 1994       | White Wolf               | автор                                                    |
| Straingers in Prax (RuneQuest)                        | 1994       | Avalon Hill              | редактирование, поиск ошибок, cover-design, производство |
| Lords of Terror (RuneQuest)                           | 1994       | Avalon Hill              | руководитель, редактирование, сопутствующий материал     |
| Paranoia, 5th Ed.                                     | 1995       | West End Games           | оригинальная разработка                                  |
| Pavis & Big Rubble, 2nd Ed. (RuneQuest)               | 1999       | Moon Design Publications | автор                                                    |
| Apocrypha 2: Charts of Darkness (Warhammer FRP)       | 2000       | Hogshead Publishing Ltd. | автор                                                    |
| The Four Scrolls of Revelation (Hero Wars)            | 2002       | The Unspoken Word        | автор                                                    |
| Paranoia XP                                           | 2004       | Mongoose Publishing      | оригинальная разработка                                  |

## Компьютерные ролевые игры
В середине 1990-х Кен Ролстон переходит в Bethesda Softworks. Тут он принял участие в корректировке игры The Elder Scrolls Adventures: Redguard и занялся разработкой планирующегося проекта студии The Elder Scrolls III: Morrowind. Ролстон был назначен главным геймдизайнером проекта.
После успеха игры Ролстон создал еще 2 дополнения к ней (Tribunal и Bloodmoon) и принялся за разработку The Elder Scrolls IV: Oblivion, после выхода которой покинул Bethesda Softworks.
После этого работал в Big Huge Games над Kingdoms of Amalur: Reckoning.